# Malleloy
Malleloy település Franciaországban, Meurthe-et-Moselle megyében. Lakosainak száma 986 fő (2022. január 1.). Malleloy Bouxières-aux-Dames, Custines és Faulx községekkel határos.

## Népesség
A település népességének változása:
| Lakosok száma | 785  | 794  | 812  | 937  | 957  | 969  | 981  | 980  | 992  | 986  |
|               | 1968 | 1982 | 1990 | 2006 | 2013 | 2015 | 2017 | 2019 | 2020 | 2022 |